# Seligeria diminuta
Seligeria diminuta är en bladmossart som beskrevs av Hugh Neville Dixon 1923. Seligeria diminuta ingår i släktet dvärgmossor, och familjen Seligeriaceae. Inga underarter finns listade i Catalogue of Life.